# Dorothea Maria Graff
Dorothea Maria Graff (1678 – 1743), pintora alemana del siglo XVIII. Trabajó principalmente en Ámsterdam y San Petersburgo. También es conocida como Dorothea Maria Merian, cuando adoptó el apellido de su madre Maria Sibylla Merian a la muerte de su primer marido; o como Dorothea Maria Gsell, al adoptar el apellido de su segundo marido, el pintor suizo Georg Gsell.
Fue madrastra de Katharina Gsell y madre de Salome Abigail Gsell, primera y segunda esposas del célebre matemático suizo Leonhard Euler.

## Biografía

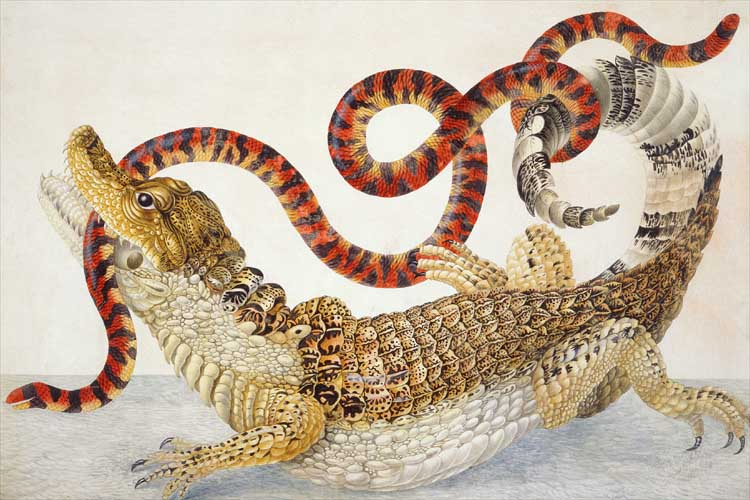
Es difícil distinguir sus trabajos de los de su hermana y de los de su madre, pero Sam Segal le ha reatribuído 30 de las 91 láminas del Museo Británico catalogadas inicialmente a su nombre.

Según el RKD nació en Nuremberg, hija de los pintores Maria Sibylla Merian y Johann Andreas Graff. Aprendió a pintar de ellos y de su hermana Johanna Helena Herolt quién era diez años mayor. En 1681 su madre regresó a Fránkfurt sin su marido, para vivir con su madre después de la muerte de su padrastro Jacob Marrel. Aunque Johann Graff se reunió posteriormente con su familia, en 1686 Merian dejó a su esposo y se trasladó con sus dos hijas y su madre a una comunidad religiosa de Labadists en Wieuwerd, Friesland. Johann Graff hizo varios intentos de reconciliación, pero finalmente regresó a Alemania. En 1691 las cuatro mujeres se mudaron a Ámsterdam, donde instalaron un estudio especializado en la pintura de flores y temas botánicos, continuando el trabajo de Merian en "El Libro de las Orugas" ("The Caterpillar Book"). En 1699 Dorothea acompañó a su madre a Surinam, regresando en septiembre de 1701.
Unos meses más tarde, Dorothea se casó con un cirujano de Heidelberg, Philip Hendriks, el 2 de diciembre de 1701. El matrimonio tuvo un hijo que murió joven. Dorothea se viajaba con su madre por motivos económicos a aquellos lugares donde mejor se vendían las impresiones y las pinturas de Maria. Su hermana Johanna se trasladó con su marido a Surinam en 1711, el mismo año en que Dorothea enviudó, adoptando el apellido de su madre (Merian) posiblemente por razones empresariales. En 1713 madre e hija publicaron "Der rupsen begin, voedsel en wonderbaare veranderingen" ("La oruga, maravillosa transformación y extraña alimentación floral"), seguido por el segundo volumen en 1714. Aunque sus hijas no son mencionadas por su nombre, tanto Johanna como Dorothea probablemente contribuyeron a dibujar las láminas. En 1714, su madre sufrió una apoplejía que la paralizó parcialmente. Johanna regresó de una visita a Surinam, pintando bajo el nombre de su madre y trabajando en el tercer volumen.
En 1715 Dorothea volvió a casarse, esta vez con el pintor suizo viudo Georg Gsell, quién se había divorciado recientemente de su segunda mujer, y anteriormente había acogido a Dorothea y a su madre. Gsell había estado viviendo en Ámsterdam desde 1704 y tuvo cinco hijas de su primer matrimonio, incluyendo a Katharina (1707–1773), primera mujer del matemático Leonhard Euler.
Con Georg Gsell tuvo una hija, Salome Abigail Gsell (1723-1794), segunda y última esposa de Leonhard Euler en 1776, tres años después del fallecimiento de su hermanastra Katharina.
Desde Surinam, Johanna continuó suministrando insectos y otros objetos a su hermana.
En 1717, después de que Maria falleciera en enero, Dorothea publicó póstumamente el tercer volumen de la obra de su madre Der Rupsen Begin. Los trabajos del estudio de Merian fueron comprados por Zacharias Conrad von Uffenbach, Pieter Teyler van der Hulst, y Robert Areskin. Pedro el Grande ofreció al matrimonio Gsell-Merian la posibilidad de trabajar en Rusia, para lo que primero vendieron todo el trabajo de Maria Merian que pudieron. En octubre de 1717, Georg Gsell se convertía en pintor de la corte de San Petersburgo y Dorothea en profesora de la Academia de Ciencias de Rusia, y en conservadora de la colección de historia natural de la Kunstkamera (incluyendo su propio trabajo). En 1736 regresó a Ámsterdam con el propósito de adquirir trabajos de su madre para la colección rusa. Murió en San Petersburgo en 1743.